# Ombrée-d'Anjou
Ombrée-d'Anjou es una comuna nueva francesa situada en el departamento de Maine y Loira, en la región de Países del Loira.

## Historia
Fue creada el 15 de diciembre de 2016, en aplicación de una resolución del prefecto de Maine y Loira de 7 de diciembre de 2016 con la unión de las comunas de Chazé-Henry, Combrée, Grugé-l'Hôpital, La Chapelle-Hullin, La Previère, Noëllet, Le Tremblay, Pouancé, Saint-Michel-et-Chanveaux y Vergonnes, pasando a estar el ayuntamiento en la antigua comuna de Pouancé.

## Demografía
| Gráfica de evolución demográfica de Ombrée-d'Anjou entre 1800 y 2022 |
|                                                                      |

Los datos entre 1800 y 2013 son el resultado de sumar los parciales de las 10 comunas que forman la nueva comuna de Ombrée-d'Anjou, cuyos datos se han cogido de 1800 a 1999, para las comunas de Chazé-Henry, Combrée, Grugé-l'Hôpital, La Chapelle-Hullin, La Prévière, Noëllet, Le Tremblay, Pouancé, Saint-Michel-et-Chanveaux y Vergonnes de la página francesa EHESS/Cassini. Los demás datos se han cogido de la página del INSEE.

## Composición
| Comuna delegada           | Código INSEE | Población (2013) | Superficie (km²) | Densidad (hab./km²) |
| ------------------------- | ------------ | ---------------- | ---------------- | ------------------- |
| Chazé-Henry               | 49088        | 852              | 19.87            | 43                  |
| Combrée                   | 49103        | 2837             | 24.16            | 117                 |
| Grugé-l'Hôpital           | 49156        | 292              | 15.71            | 19                  |
| La Chapelle-Hullin        | 49073        | 137              | 9.79             | 14                  |
| La Prévière               | 49250        | 246              | 7.24             | 34                  |
| Le Tremblay               | 49354        | 350              | 22.97            | 15                  |
| Noëllet                   | 49226        | 433              | 15.4             | 28                  |
| Pouancé                   | 49248        | 3031             | 48.97            | 62                  |
| Saint-Michel-et-Chanveaux | 49309        | 409              | 27.67            | 15                  |
| Vergonnes                 | 49366        | 316              | 10.38            | 30                  |